# Reinildo Mandava
Reinildo Mandava, né le 21 janvier 1994 à Beira au Mozambique, est un footballeur international mozambicain qui évolue au poste de latéral gauche au Sunderland AFC.

## Biographie

### En club
Reinildo Mandava est né à Beira au Mozambique. Il commence sa carrière dans le club local du Ferroviário da Beira en 2012. En décembre 2015, il rejoint le Benfica Lisbonne.
Évoluant avec l'équipe réserve, le Benfica B, il joue son premier et seul match le 6 août 2016 face à Cova da Piedade. En janvier 2017, il est prêté à l'AD Fafe jusqu'à la fin de la saison. L'année suivante, il est prêté une saison au SC Covilhã.
Lors de l'été 2018, il signe au CF Belenenses.
Le 31 janvier 2019, il est prêté six mois avec une option d'achat au LOSC. Son arrivée compense le départ, quelques jours auparavant, de Fodé Ballo-Touré à l'AS Monaco.
Le club lève cette option d'achat le 1er juillet de la même année contre une indemnité de 3 millions d'euros. Le joueur s'engage jusqu'en juin 2022. En début de saison 2020-2021, le côté gauche de la défense lilloise est considéré comme un point faible de l'équipe, ce qui n'est plus le cas en début d'année 2021 grâce aux prestations de Reinildo.
Il marque son premier but sous les couleurs lilloises lors de la réception du FC Lorient le 19 janvier 2022.
Le 31 janvier 2022, il quitte le LOSC pour l'Atlético de Madrid,.
Le 25 février 2023, lors du match opposant le Real Madrid à l’Atlético de Madrid, il est victime d’une rupture du ligament croisé antérieur du genou droit.
Il reprend la compétition le 23 décembre 2023 en entrant en jeu lors d'un match de Liga contre le Séville FC (1-0). Il quitte le club en juin 2025 au terme de son contrat et après avoir disputé 103 matchs sous le maillot madrilène.
Le 7 juillet 2025, il rejoint pour un contrat de deux ans, le Sunderland AFC, fraîchement promu en Premier League et devient par la même occasion, le premier joueur de nationalité mozambicaine de l'histoire à évoluer en première division anglaise.

### En équipe nationale
Il joue son premier match en équipe du Mozambique le 22 décembre 2013, en amical contre le Swaziland (score : 1-1). Il inscrit son premier but le 20 juin 2015, contre les Seychelles. Il récidive quelques jours plus tard contre cette même équipe. Ces deux dernières rencontres rentrent dans le cadre des éliminatoires du championnat d'Afrique 2016. En décembre 2023, il est retenu dans la liste des vingt-sept joueurs mozambicains sélectionnés par Chiquinho Conde pour disputer la Coupe d'Afrique des nations 2023. Reinildo disputera ainsi sa première compétition internationale. 

## Statistiques
| Saison                | Club                  | Championnat           | Championnat | Championnat | Coupe nationale | Coupe nationale | Coupe de la Ligue | Coupe de la Ligue | Supercoupe | Supercoupe | Compétition(s) continentale(s) | Compétition(s) continentale(s) | Compétition(s) continentale(s) | Coupe du monde des clubs | Coupe du monde des clubs | Total | Total |
| Saison                | Club                  | Division              | M.          | B.          | M.              | B.              | M.                | B.                | M.         | B.         | Comp.                          | M.                             | B.                             | M.                       | B.                       | M.    | B.    |
| 2016-2017             | Benfica B             | Segunda Liga          | 1           | 0           | -               | -               | -                 | -                 | -          | -          | -                              | -                              | -                              | -                        | -                        | 1     | 0     |
| 2016-2017             | AD Fafe (prêt)        | Segunda Liga          | 16          | 1           | -               | -               | -                 | -                 | -          | -          | -                              | -                              | -                              | -                        | -                        | 16    | 1     |
| 2017-2018             | SC Covilhã (prêt)     | Segunda Liga          | 30          | 4           | -               | -               | 1                 | 0                 | -          | -          | -                              | -                              | -                              | -                        | -                        | 31    | 4     |
| 2018-2019             | CF Belenenses         | Primeira Liga         | 16          | 0           | 1               | 0               | 2                 | 1                 | -          | -          | -                              | -                              | -                              | -                        | -                        | 19    | 1     |
| 2018-2019             | LOSC Lille (prêt)     | Ligue 1               | 3           | 0           | -               | -               | -                 | -                 | -          | -          | -                              | -                              | -                              | -                        | -                        | 3     | 0     |
| 2019-2020             | LOSC Lille            | Ligue 1               | 16          | 0           | 2               | 0               | 2                 | 0                 | -          | -          | C1                             | 2                              | 0                              | -                        | -                        | 22    | 0     |
| 2020-2021             | LOSC Lille            | Ligue 1               | 29          | 0           | -               | -               | -                 | -                 | -          | -          | C3                             | 6                              | 0                              | -                        | -                        | 35    | 0     |
| 2021-2022             | LOSC Lille            | Ligue 1               | 18          | 1           | 2               | 0               | -                 | -                 | 1          | 0          | C1                             | 6                              | 0                              | -                        | -                        | 27    | 1     |
| Sous-total            | Sous-total            | Sous-total            | 66          | 1           | 4               | 0               | 2                 | 0                 | 1          | 0          | -                              | 14                             | 0                              | -                        | -                        | 87    | 1     |
| 2021-2022             | Atlético Madrid       | Liga                  | 17          | 0           | -               | -               | -                 | -                 | 1          | 0          | C1                             | 4                              | 0                              | -                        | -                        | 22    | 0     |
| 2022-2023             | Atlético Madrid       | Liga                  | 23          | 0           | 4               | 0               | -                 | -                 | -          | -          | C1                             | 6                              | 0                              | -                        | -                        | 33    | 0     |
| 2023-2024             | Atlético Madrid       | Liga                  | 16          | 2           | 2               | 0               | -                 | -                 | -          | -          | C1                             | 1                              | 0                              | -                        | -                        | 19    | 2     |
| 2024-2025             | Atlético Madrid       | Liga                  | 19          | 0           | 4               | 0               | -                 | -                 | -          | -          | C1                             | 6                              | 0                              | 1                        | 0                        | 30    | 0     |
| Sous-total            | Sous-total            | Sous-total            | 75          | 2           | 10              | 0               | 0                 | 0                 | 0          | 0          | -                              | 17                             | 0                              | 1                        | 0                        | 103   | 2     |
| Total sur la carrière | Total sur la carrière | Total sur la carrière | 204         | 8           | 15              | 0               | 5                 | 1                 | 1          | 0          | -                              | 31                             | 0                              | 1                        | 0                        | 257   | 9     |

## Palmarès
Avec le LOSC Lille, Reinildo Mandava est champion de France en 2021 et vainqueur du Trophée des Champions en 2021.

## Distinction individuelle
- Élu dans l'équipe type de la Ligue 1 lors des Trophées UNFP 2021.